# تالدوم
شهر تالدوم (به روسی: Талдом) در کشور روسیه و در اوبلاست مسکو واقع شده‌است.